# Gergely Tapolczai
Dans le nom hongrois Tapolczai Gergely, le nom de famille précède le prénom, mais cet article utilise l’ordre habituel en français Gergely Tapolczai, où le prénom précède le nom.
Gergely Tapolczai, né le 21 décembre 1975, est un homme politique hongrois, membre de la Fidesz.

## Biographie
Élu au Parlement hongrois lors des élections législatives de 2010, Gergely Tapolczai, est le premier sourd à y siéger. Il a été réélu lors des élections législatives de 2014. Il est également membre de l'Union européenne des sourds.